# 신공덕역
신공덕역(新孔德驛)은 서울특별시 노원구 공릉동에 위치한 경춘선의 철도역이었다. 마포구에 위치한 신공덕동과 공덕동과는 관련이 없으며, 원래의 역 이름은 묵동역(墨洞驛)이었다.

## 역 정보
1941년 봄에 경성제국대학 이공학부 캠퍼스가 현재의 서울과학기술대학교 부지에 설립되면서 교수와 학생들의 편의를 위하여 개설되었다. 개통 당시에는 역사가 있었으나, 1990년대 들어 철거되어 무배치간이역이 되었다. 또 2000년대 중반까지 통일호 및 일부 무궁화호 열차가 정차하였으나, 2004년부터 통일호가 폐지되면서 여객 취급이 중지되었다. 이후에는 폐지되지 않고 계속 영업거리표 상에 존재하였으며, 승강장만 남아 있어 과거 여객 취급을 하였음을 보여 주었다. 
그러다가 2010년 12월 21일에 성북 - 퇴계원 구간을 망우 - 퇴계원 구간으로 옮기는 경춘선 복선전철이 완공하여 개통되면서, 신공덕역은 공식적으로 폐지되었다. 2013년 말 성북 - 화랑대 구간의 공원 부지에 포함되었다.

## 연혁
- 1939년 7월 20일: 묵동정류소로 배치간이역으로 영업 개시
- 1944년 3월 31일: 묵동정류소를 신공덕역으로 역명 변경
- 1973년 1월 1일: 무배치간이역으로 격하[1]
- 1977년 5월 1일: 화물 취급 중지[2]
- 1977년 5월 16일: 수·소화물 취급 중지[3]
- 1990년대 중반 추정: 신공덕역 역사 역사 철거 및 무배치간이역으로 격하
- 2004년 7월 15일: 여객 취급 중지
- 2010년 12월 21일: 경춘선 복선 전철화 사업 개통으로 성북-퇴계원 구간이 폐지되면서 폐역.[4]
- 2017년 1월 2일: 승강장 일부 철거
- 2017년 1월 9일: 승강장 연석 3점을 제외한 완전 철거

## 혼동되는 이름
서울특별시 마포구에는 신공덕동(新孔德洞)이라는 지명이 있으나, 이 역과는 관계가 없다. 신공덕역의 이름은 과거 소재지의 지명이 경기도 양주군 노해면 공덕리였던 데서 유래했으며, 명칭 제정 당시 용산선에 공덕리역이 존재했기 때문에 명칭 중복을 피해 이름을 신공덕으로 지은 것이다. 용산선의 공덕리역도 1940년대 후반 폐지되어, 현재는 이 역처럼 흔적도 남아 있지 않은 상태이다. 현재 서울 지하철 5호선, 6호선과 인천국제공항철도, 경의·중앙선의 환승역인 공덕역(구 공덕리역 부근)과도 별개이다.
한편, 이 역이 개통될 당시 역명은 묵동역이었으나, 소재지는 현행 행정구역으로 묵동이 아니라 공릉동이다. 현재 두 동은 서로 가까운 거리에 있다.